# Ferrocarril de cremallera

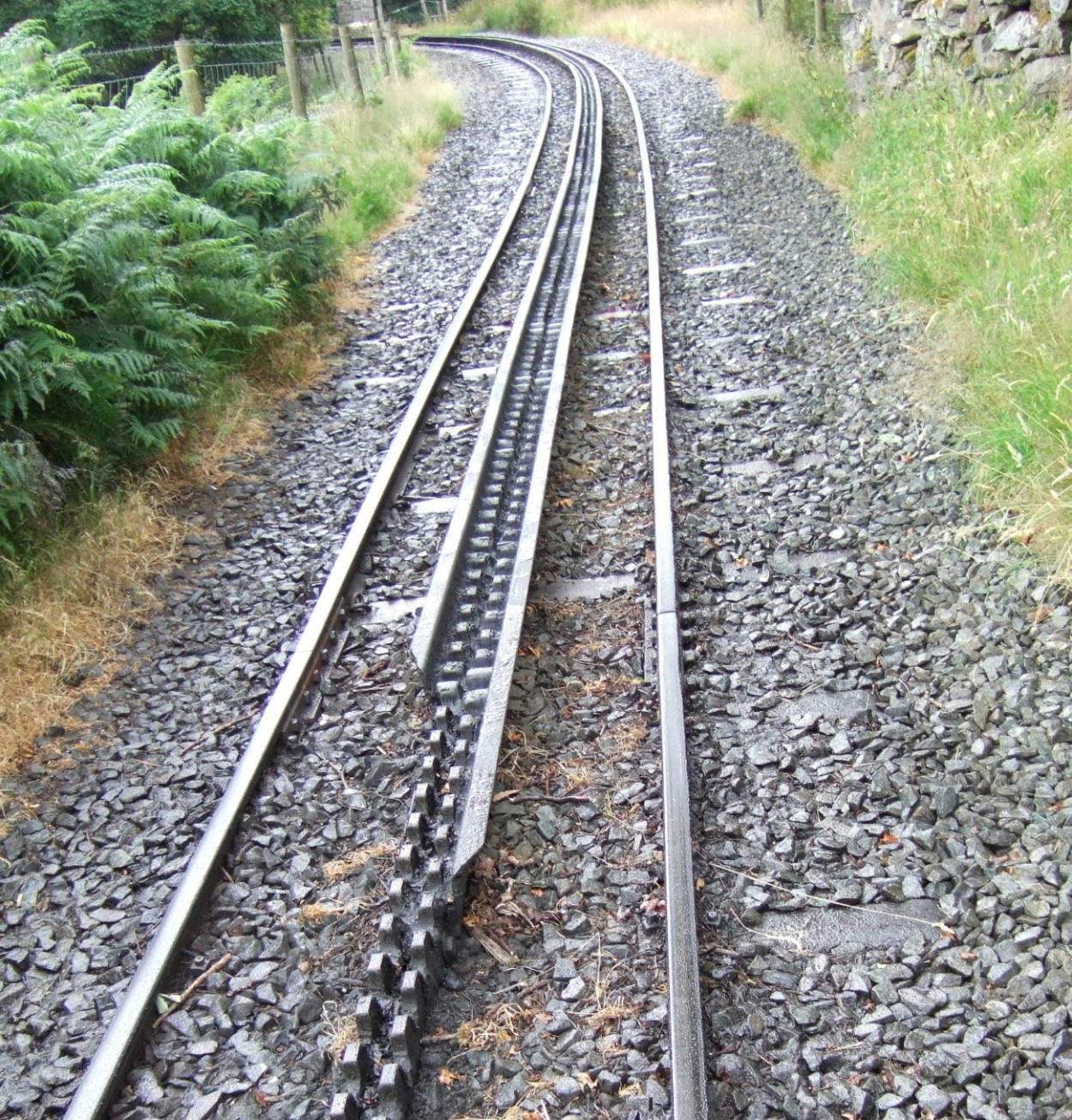
Vía de un ferrocarril de cremallera.

Funcionamiento del piñón y cremallera.

Se denomina ferrocarril de cremallera a un tipo particular de ferrocarriles que basa su funcionamiento en el acople mecánico con la vía por medio de un tercer riel dentado o «cremallera».

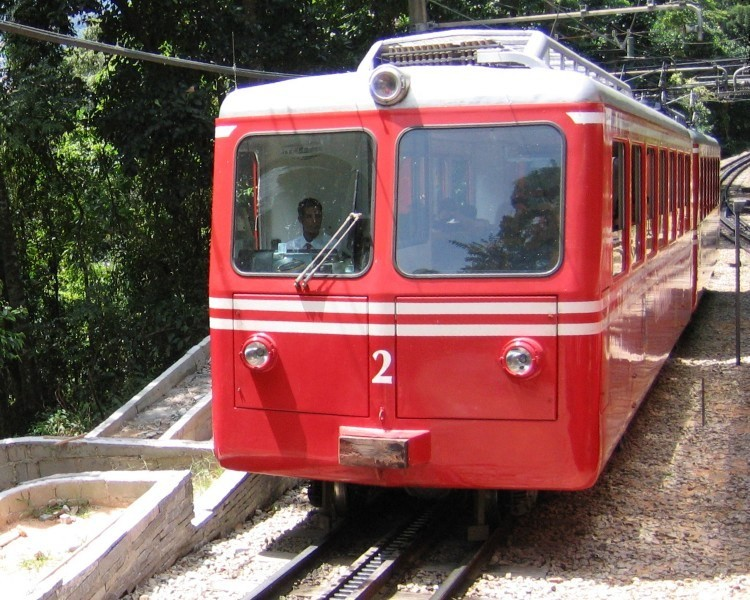
El Ferrocarril del Corcovado en Río de Janeiro funciona con el sistema Riggenbach.

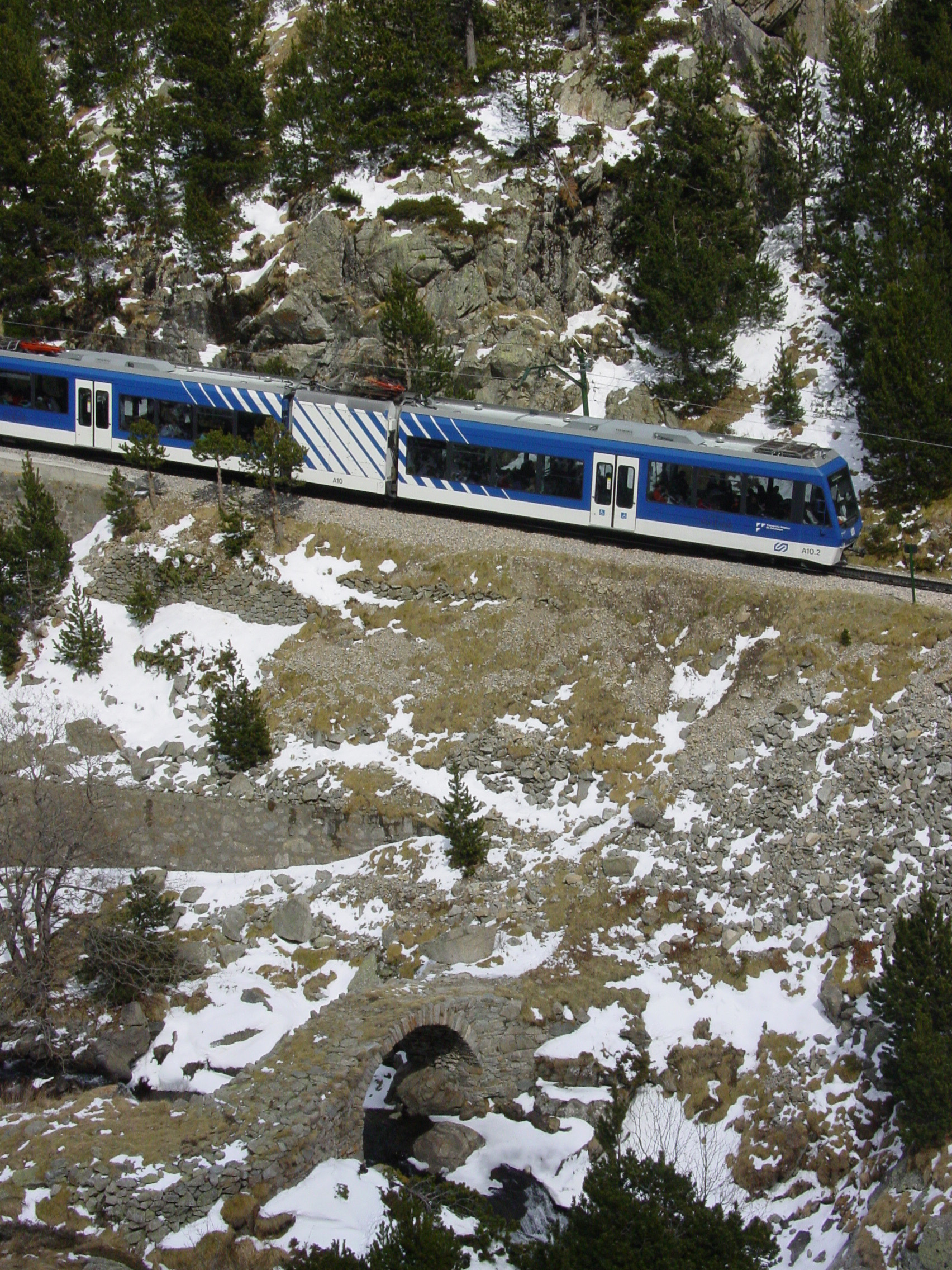
Ferrocarril de Cremallera de Nuria.

## Aplicaciones
La disposición mencionada permite que sea utilizado en zonas donde haya una gran pendiente de más del 8%, en las cuales el funcionamiento por adherencia entre carriles y ruedas no sería posible debido a la escasa fricción entre aquellas.
Se emplea principalmente en trenes de montaña para turistas y también en las montañas rusas para llegar a la primera o las principales elevaciones.

## Invención
En 1812, el inglés John Blenkinsop construyó unas vías de cremallera para una máquina locomotora lenta. Después, en 1862 el suizo Niklaus Riggenbach colocó la cremallera en un tercer riel.

## Sistemas de engranajes
Existen varios tipos de sistemas de engranaje. Los más conocidos son los Marsh, Riggenbach, Strub, Abt, Locher y Lamella (también conocido como el sistema von Roll). 

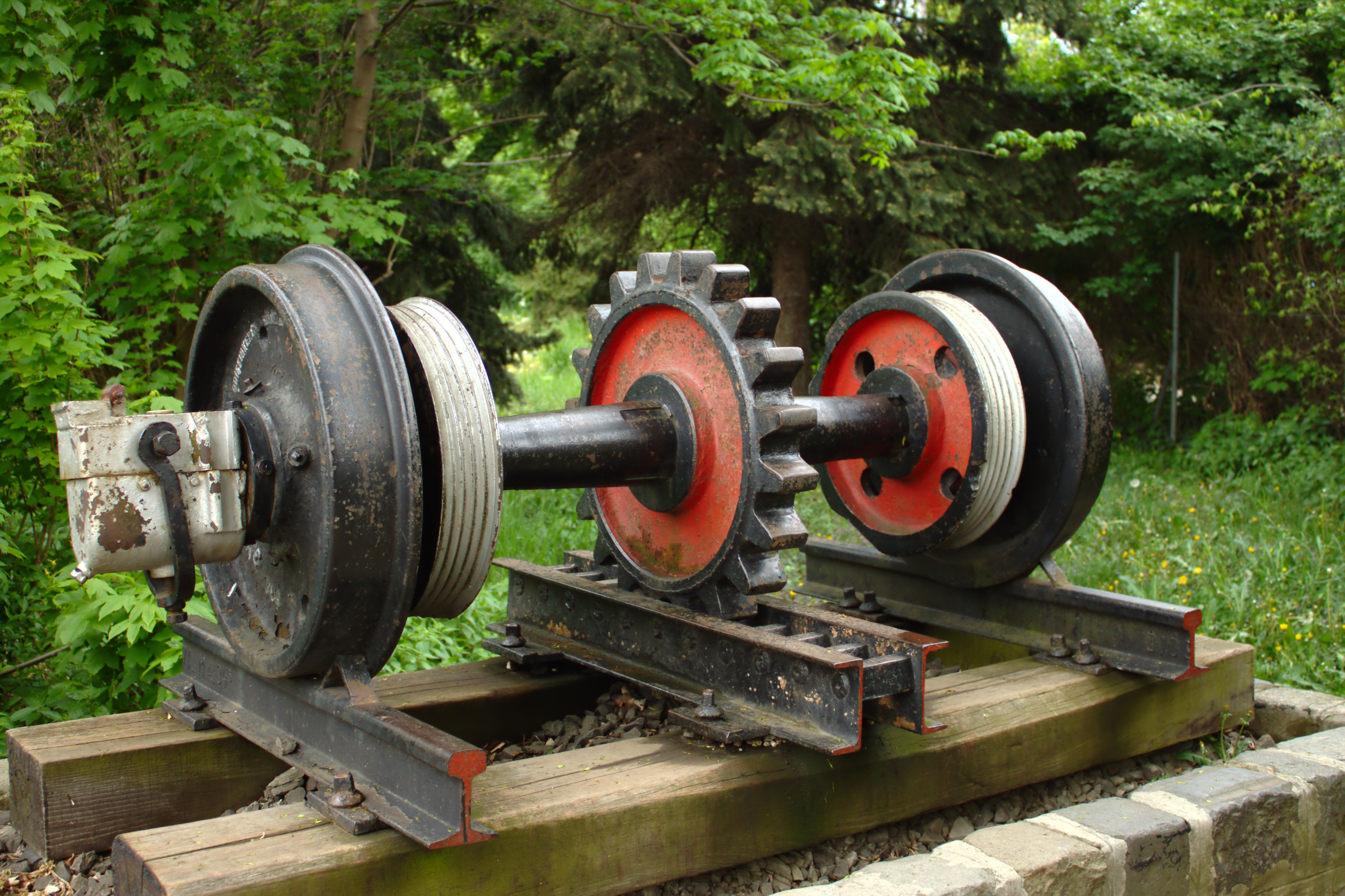
Eje de un ferrocarril de cremallera
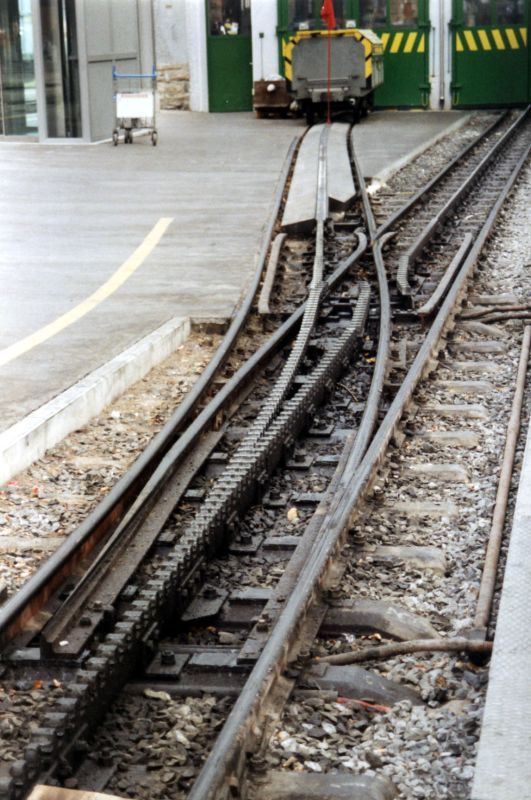
Ferrocarril de cremallera ligero, sistema von Roll.
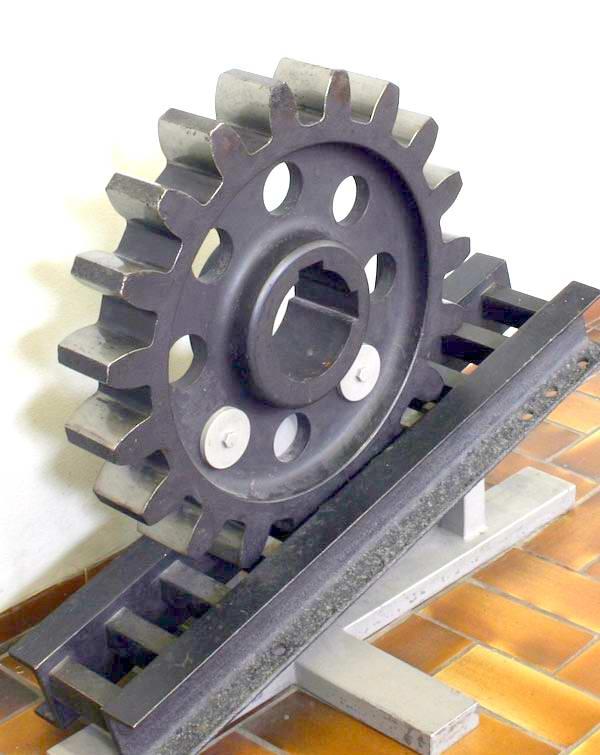
Sistema Riggenbach
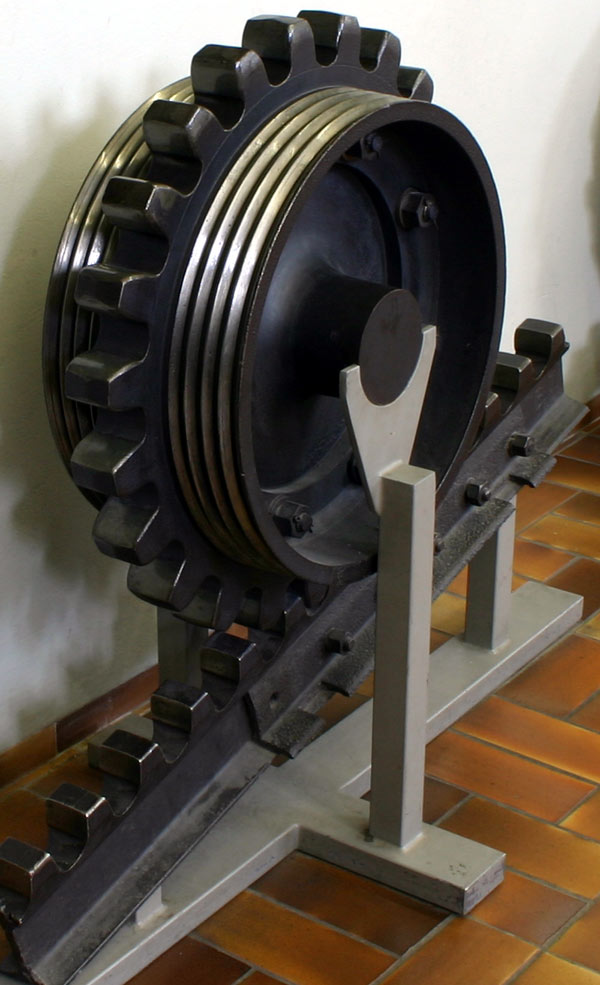
Sistema Strub
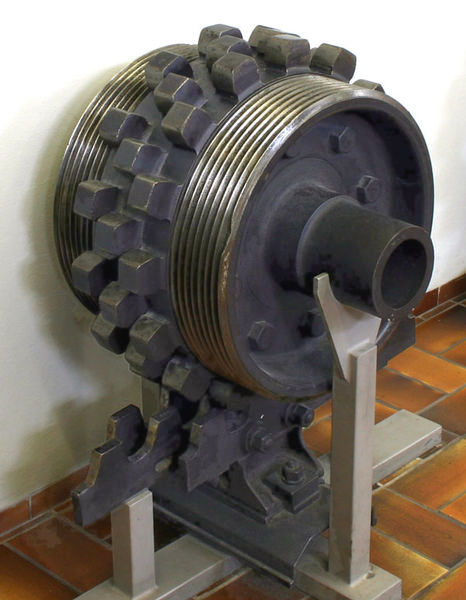
Sistema Abt
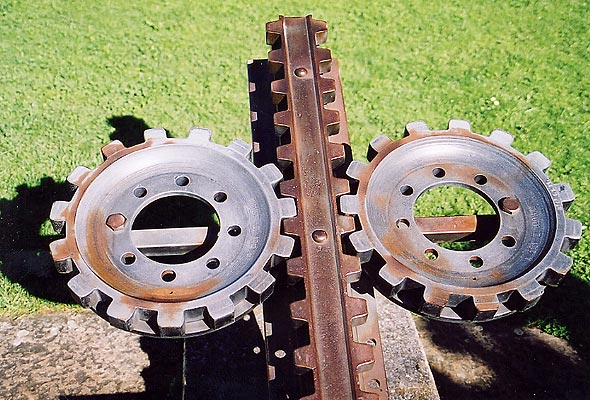
Sistema Locher

Se han desarrollado diferentes sistemas de engranajes. Hoy en día, la mayoría de los ferrocarriles de cremallera utilizan el sistema Abt.